# Lago Ubinskoe
Il lago Ubinskoe (in russo Убинское?) è un lago d'acqua dolce della Russia. Si trova nei rajon Ubinskij e Kargatskij dell'oblast' di Novosibirsk. È il secondo lago più grande dell'oblast'.

## Descrizione
Il lago è situato nella steppa di Barabinsk ed è privo di drenaggio, in certi anni, in primavera, l'acqua viene scaricata lungo il fiume Ubinka nel fiume Om'. In situazioni di massima capienza la profondità media è di 3 metri, la massima di 4; in fase di bassa capienza la profondità media è di 0,6 m, massima di 1 m. Ha una superficie di 440 km². Ci sono diverse isole, la più grande è l'isola Medjakovskij. Il bacino del lago presenta dolci pendii paludosi. Il fondo del lago è argilloso, ricoperto da uno spesso strato di limo grigio.

## Fauna
A metà del XX secolo, il lago era famoso per la sua ricca popolazione di pesci. Negli anni Novanta le risorse ittiche del lago hanno iniziato a diminuire e attualmente l'ittiofauna del lago è rappresentata esclusivamente da piccole carpe.
Una colonia piuttosto grande dell'aquila di mare codabianca si trova sulla costa nord-orientale del lago Ubinskoe.